# 田中綱常
田中 綱常（たなか つなつね、天保13年11月21日（1842年12月22日） - 明治36年（1903年）3月25日）は、幕末期の薩摩藩士、黎明期の軍人、政治家。栄典は正四位勲三等。最終階級は海軍少将。

## 経歴
薩摩藩出身。維新後陸軍に出仕し、1872年（明治5年）準大尉、台湾出兵にて参軍谷干城に随行。
1877年（明治10年）海軍に転じ、大尉。海軍兵学校教務副総裁、海軍省調度局長、兵器製造所長、造兵廠長、技術会議議員、石炭調査員、比叡、迅鯨艦長、呉鎮守府兵営部長をつとめ、1893年（明治26年）少将に至る。
比叡艦長時代、樫野崎にて遭難したオスマン帝国海軍軍艦エルトゥールル乗組員を母国まで送り届け、オスマン帝国皇帝アブデュルハミト2世より勲章を下賜された（後述）。
1894年（明治27年）日清戦争にて大本営附。戦後、台湾総督府民生局事務官となり、1895年3月より澎湖列島行政庁長官、1895年5月13日台北県知事を務める。1896年（明治29年）9月11日、貴族院議員に勅選され（貴族院勅選議員）、死去するまで在任した。
日露戦争勃発前の1903年3月25日卒去。享年62歳。墓所は青山霊園1-ロ14-10。正面に右から田中家之墓と書かれた納骨堂の形をした墓で、大正11年に建立された。墓誌はなく綱常以外の被葬者は不明である。

## その他

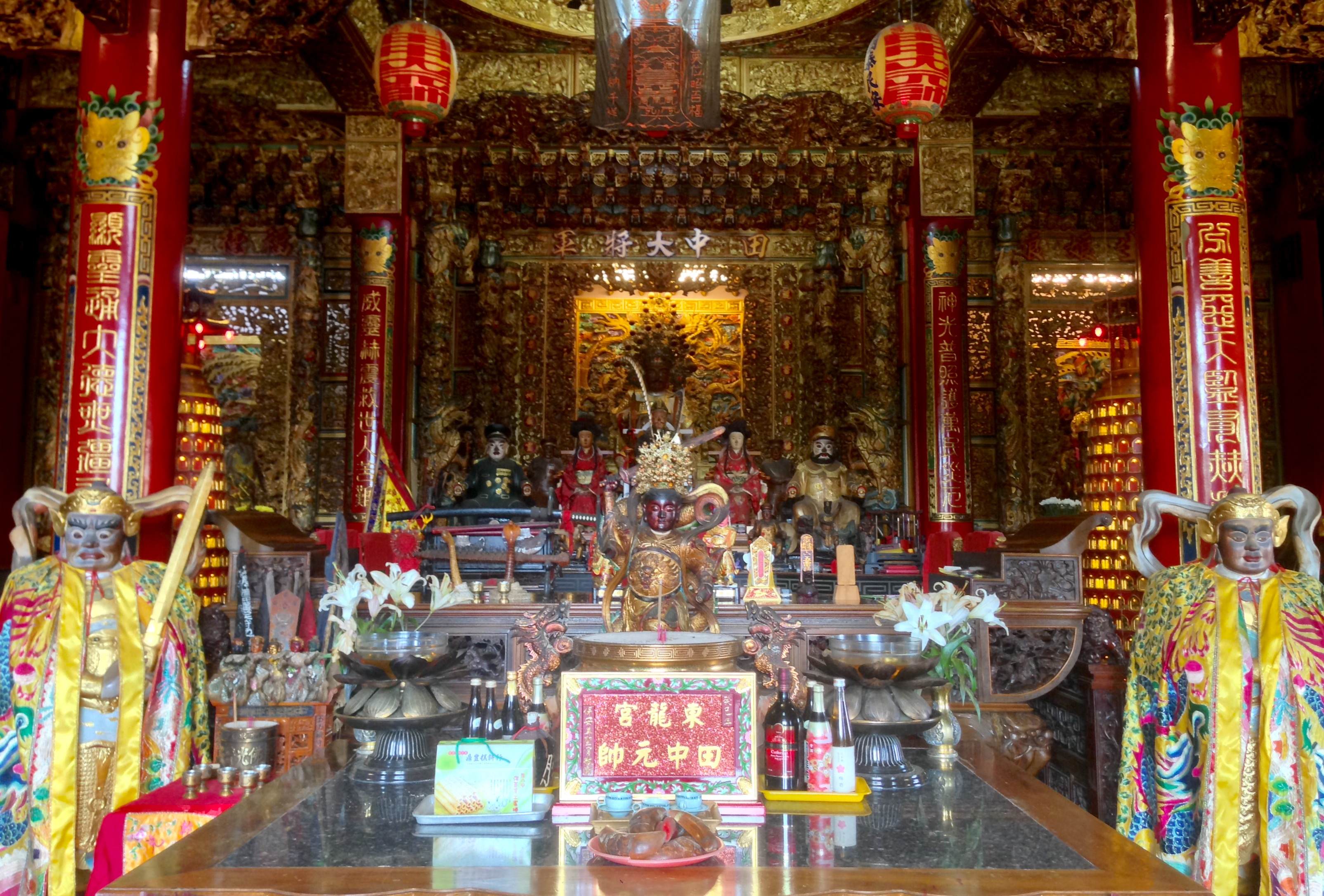
枋寮東龍宮殿內神像

台湾屏東県枋寮郷にある「東龍宮」には田中が祭神として祀られており、乃木希典、北川直征らとともに、現地住民の信仰の対象となっている。

## 親族
- 長男:田中仁之助 - 1876年7月〜没年不詳
- 二男:田中兵助 - 1879年9月〜没年不詳

　　　　ベルベット石鹸常務取締役
　• 長女:田中富久　- 1867年～1929年6月30日
　　　　樺山喜平次(栃木県足利郡長)妻
- 次女:田中訓　- 1871年9月

　　　　内山小二郎(後陸軍大将)妻

## 栄典・授章・授賞
位階
- 明治5年4月15日 – 従六位[6]
- 1900年（明治33年）6月30日 - 従四位[7]

勲章等
- 1889年（明治22年）11月29日 - 大日本帝国憲法発布記念章[8]
- 1896年（明治29年）3月31日 - 旭日中綬章[9]

外国勲章佩用允許
- 1895年（明治28年）
  - 12月13日 -  一等メディジディー勲章（英語版）
  - 12月18日 - オスマン帝国：美治慈恵第一等勲章[10]